# Iglesia de San Miguel (Cuéllar)
La iglesia de San Miguel es un templo católico ubicado en la villa de Cuéllar (Segovia), de origen románico y datada hacia el siglo XI, aunque en la actualidad presenta una variada muestra de estilos arquitectónicos debido a las reformas que ha sufrido a lo largo de los siglos. Está dedicada a San Miguel Arcángel, patrón de la ciudad, y es la única iglesia de todas las existentes en Cuéllar que figura como parroquia, pues el resto son filiales de ésta.
Se encuentra situada en el centro de la población, en la plaza mayor, y su fundación debió ocurrir en el siglo XI, a juzgar por los restos más antiguos conservados. Posteriormente, debido a ser el principal templo de la villa, y en gran medida a su ubicación, su estructura fue modernizada según los distintos estilos de moda de los siglos posteriores. Su impronta mudéjar está patente en la amplitud de su nave, ya que su anchura se acerca a la medida clásica de los edificios de ladrillo medievales de Cuéllar, y sus reducidas naves laterales debían ocupar los espacios donde actualmente se levantan diversas capillas de estilo gótico de carácter privado, construidas a principios del siglo XVI.
Contiene además restos del primitivo atrio mudéjar, así como varios ventanales de otro tardo-gótico decorado con bolas isabelinas y granadas, propio de la época de los Reyes Católicos y obra del arquitecto Hanequin de Cuéllar, hijo de Hanequin de Bruselas. En el siglo XVIII sufrió una importante remodelación que modificó por completo su estructura, y en 1716 se instaló el retablo mayor de estilo barroco muy recargado que conserva en la actualidad, y en cuyo ático se contempla la imagen del arcángel.
En su interior se conservan obras de gran mérito, como lo es el lienzo que representa la Virgen junto a sus padres, denominado San Joaquín y Santa Ana con la Virgen niña y realizado por Luca Giordano; la Virgen de los Cuchillos, obra relacionada con Juan de Juni; un cristo atado a la columna, procesional, de la mano de Pedro de Bolduque, o la Virgen del Rosario que preside el retablo mayor, del mismo autor.
Pese a ello, una de las piezas más importantes del conjunto se observa en el exterior, concretamente en su torre: el reloj que aún permanece en ella ha sido identificado como uno de los primeros relojes de torre instalados en España, datado a principios del siglo XIV.